# Christoph Wertwein
Christoph Wertwein (* um 1512 in Pforzheim; † 1553 in Wien) war katholischer Administrator der Diözese Wiener Neustadt und ernannter Bischof von Wien.

## Leben
Er war Hofprediger und Beichtvater von König Ferdinand, ab 1550 Administrator der Diözese Wiener Neustadt und wurde am 18. Februar 1552 zum Bischof der Diözese Wien ernannt. Bevor eine päpstliche Bestätigung erfolgte und bevor er zum Bischof geweiht wurde, starb er an den Folgen einer Verletzung, die er sich beim Sturz vom Pferd zugezogen hatte.
Siehe auch: Geschichte des Christentums in Österreich